# Luis Ferrant y Llausás
Luis Ferrant y Llausás – hiszpański malarz pochodzący z Katalonii.
Pochodził z rodziny o tradycjach artystycznych. Był bratem malarza Fernanda Ferrant y Llausás oraz wujem i nauczycielem Alejandra Ferrant y Fischermans.
Pomimo że urodził się w Barcelonie, wyjechał do Madrytu aby studiować na Królewskiej Akademii Sztuk Pięknych św. Ferdynanda pod okiem Juana Antonio Ribera. W 1840 r. od swojego protektora infanta Sebastiana Gabriela Burbona uzyskał stypendium na studia w Rzymie, dokąd udał się razem z bratem Fernandem. Po śmierci swojego brata Fernando ożenił się z wdową po nim i został opiekunem i mistrzem bratanka Alejandro.
Został mianowany nadwornym malarzem królowej Izabeli II, co dało mu możliwość portretowania rodziny królewskiej. Współpracował również przy zmianie dekoracji Pałacu Królewskiego w Aranjuez. Był niezwykle oddany koronie, zmarł w czasie, kiedy Izabela II straciła tron.

## Dzieła
Tematyka religijna:
- La negación de San Pedro
- La Virgen
- San Juan y las Tres Marías al pie de la Cruz
- San Sebastián
- Santa Cristina
- Tobías y su padre con el ángel
- Adán y Eva ante el cadáver de Abel

Tematyka historyczna:
- Miguel Ángel y el papa Urbano
- Cervantes hecho prisionero y conducido a Argel

Tematyka literacka:
- Cervantes escribiendo el Quijote

Tematyka mitologiczna:
- Mercurio adormeciendo a Argos

Tematyka kostumbrystyczna:
- Gaiteros napolitanos
- Italianas en oración

Portrety
- Różne portrety członków rodziny królewskiej
- Portrety bratanków Alejandra i Luisa.